# De Pedra (manzana)
De Pedra es el nombre de una variedad cultivar de manzano (Malus domestica). Esta manzana está cultivada en la colección de la Estación Experimental Aula Dei (Zaragoza). Esta manzana es una variedad de manzanas antiguas autóctonas de la provincia de Lugo, actualmente ha descendido su interés comercial donde tenía su principal ámbito de cultivo en Galicia.

## Sinónimos
- "Manzana De Pedra",[5][7][8]
- "Maceira De Pedra".

## Historia
La variedad de manzana 'De Pedra' tiene su origen en la Provincia de Lugo de la comunidad autónoma de Galicia.
Variedad que ha bajado su interés comercial en la provincia de Lugo con respecto a periodos anteriores donde tuvo una gran difusión, que ha sido desplazado su cultivo por las nuevas variedades selectas foráneas que se distribuyen por los grandes circuitos de comercialización.

## Características
El manzano de la variedad 'De Pedra' tiene un vigor medio; porte enhiesto, con vegetación muy tupida, hoja pequeña; tubo del cáliz pequeño, triangular o alargado que a veces se une con el eje del corazón, y con los estambres situados por su mitad con el pistilo conservado, largos.
La variedad de manzana 'De Pedra' tiene un fruto de tamaño pequeño; forma globosa achatada, generalmente más ancha que alta, la mayoría deprimida en la parte superior; piel fina, poco brillante; con color de fondo amarillo blanquecino o verde, importancia del sobre color muy bajo lavado, color del sobre color rojo, distribución del sobre color chapa discontinua, presentando chapa ausente o suavemente salpicada de rojo en la insolación, acusa un punteado pequeño, ruginoso de color marrón que, en algunos, se entremezcla con manchas enmarañadas también ruginosas oscuras, y con una sensibilidad al "russeting" (pardeamiento áspero superficial que presentan algunas variedades) débil; pedúnculo corto, erguido o suavemente inclinado, de color verdoso y a veces teñido de rojo, anchura de la cavidad peduncular relativamente estrecha, profundidad cavidad pedúncular poco profunda, bordes ondulados con chapa ruginosa en el fondo que sobrepasa la cavidad, y con una importancia del "russeting" en cavidad peduncular fuerte; anchura de la cavidad calicina medianamente amplia, profundidad de la cavidad calicina casi superficial, muy característico en su mayoría el frunce del fondo que marca una roseta en relieve más o menos regular, y con importancia del "russeting" en cavidad calicina débil; ojo cerrado o entreabierto; sépalos alargados y puntiagudos, compactos en su base y vueltos desde su mitad hacia fuera, de tono verde vivo o verde oscuro con mezcla de marrón.
Carne de color blanca con fibras verdosas; textura dura crujiente, jugosa; sabor característico, agradable; corazón bulbiforme, bien delimitado en sus dos extremos, centrado o desplazado hacia el pedúnculo; eje abierto o agrietado; celdas arriñonadas o casi triangulares, cartilaginosas y brillantes; semillas pequeñas y de color oscuro.
La manzana 'Pardales' tiene una época de maduración y recolección muy tardía, en invierno, su recolección se lleva a cabo a mediados de diciembre. Se usa como manzana de mesa fresca de mesa, y manzana de sidra. Aguanta conservación en frío hasta cuatro meses.